# Luis Adolfo Pedro de Sayn-Wittgenstein
El Príncipe Luis Adolfo Pedro de Sayn-Wittgenstein (en alemán: Ludwig Adolph Peter Fürst zu Sayn-Wittgenstein; en ruso: Пётр Христиа́нович Ви́тгенштейн, Piotr Jristiánovich Vitgenshtein; 17 de enero (6 de enero) de 1769, Pereyáslav, Imperio ruso - 11 de junio de 1843, Leópolis, Imperio austriaco) fue un general ruso distinguido por sus servicios en las guerras napoleónicas.

## Biografía
Nacido Conde Luis Adolfo Pedro de Sayn-Wittgenstein-Ludwigsburg, provenía de una familia de condes independientes cuyo asiento era Berleburgo (actualmente Renania del Norte-Westfalia, Alemania).

## Carrera militar
En 1793 fue ascendido a mayor del regimiento de caballería liviana ucraniana.  Luchó con dicha unidad en las insurrecciones de Kościuszko.  Fue ascendido a coronel en 1798, y a mayor general en 1799, en 1800 tomó el control del regimiento de húsares Mariúpolski.
En 1805, luchó en Austerlitz, en 1806 contra los turcos, y en 1807 contra Napoleón en Friedland y contra los suecos en Finlandia.
En la  guerra de 1812 comandó el ala derecha del ejército ruso, posición en la que combatió en la Primera y Segunda Batalla de Pólotsk. Fue la batalla que decidió el destino de San Petersburgo, y que le valió el título de "Salvador de San Petersburgo". Alejandro I de Rusia lo distinguió con la Orden de San Jorge de segunda clase. Intentó colaborar con Pável Chichágov, en la  Batalla de Berézina, y posteriormente trabajó de forma conjunta con el cuerpo del ejército prusiano a las órdenes de Ludwig Yorck von Wartenburg.
En la campaña de 1813 en enero, se hizo cargo del comando del ejército ruso después de la muerte de Mijaíl Kutúzov y lideró al ejército ruso en las batallas de Lützen y Bautzen. Pero después de las derrotas en la campaña de primavera, dejó el comando y estuvo al frente de un cuerpo de ejército en la Batalla de Dresde y en la Batalla de Leipzig.
En la campaña de 1814, estuvo al frente del 6.º cuerpo de Schwarzenberg, y fue gravemente herido en  Bar-sur-Aube.
En 1823 fue ascendido a mariscal de campo, y en 1828 fue designado para dirigir al ejército ruso en la guerra contra Turquía. Pero su salud debilitada pronto le obligó a retirarse. En 1834 el rey de Prusia le otorgó el título de Fürst (Príncipe) zu Sayn-Wittgenstein.